# Glororum
Glororum est un hameau et une ancienne paroisse civile, maintenant compris dans la paroisse de Bamburgh dans le comté de Northumberland, en Angleterre, à environ 2 km au sud-ouest de Bamburgh. En 1951, la paroisse comptait 13 habitants.

## Histoire
Les registres paroissiaux de Bamburgh des baptêmes de 1768 montrent ce hameau sous le nom de Gloweroerum.
Avant le réaménagement de 2010-2012, il y avait d'importants bâtiments agricoles au carrefour. Bien que les bâtiments de la ferme aient maintenant été convertis en résidences de luxe de type « conversion de grange », comprenant des cottages individuels et avec terrasse et de plus grandes maisons mitoyennes, Glororum est toujours une ferme en activité gérée par la famille Dryden depuis 1883.
Au nord-est du hameau se trouve un grand parc de vacances composé principalement de grandes caravanes statiques. Le parc de caravanes a été créé en 1953 avec 10 caravanes et s'est agrandi au fil des années jusqu'à atteindre sa taille actuelle.
Glororum fait partie de la circonscription parlementaire de Berwick-upon-Tweed. Glororum était autrefois un canton de la paroisse de Bambrough, à partir de 1866, il est devenu une paroisse civile à part entière jusqu'à ce qu'elle soit abolie le 1er avril 1955 pour fusionner avec Bamburgh. 

## Personnalité
- John Turnbull Thomson (1821-1884), ingénieur civil et artiste, y est né.